# Smallville (serija)
Smallville je američka TV serija koja je započela s emitiranjem 16. listopada 2001. na američkoj televizijskoj mreži The WB. Tvorci serije su Alfred Gough i Miles Millar, serija se bavi avanturama mladog Clark Kenta, u gradiću Smallville, Kansas, prije nego što je postao Superman.
Serija do sada ima devet snimljenih sezona. 24. siječnja 2006., Smallville se seli na novu američku TV mrežu The CW kada se TV Mreže The WB i UPN spoje i prestanu s radom u rujnu 2006. 10.-a sezona kreće s emitiranjem na CW 26. rujna 2010.

## Sinopsis
Smallville je baziran na popularnom Strip liku, Superman-u. Serija se bavi životom mladog Clark Kenta koji živi u gradiću Smallville, Kansas. Vrijeme radnje je smješteno na početku 21. stoljeća. Serija prikazuje Clark Kenta dok se nosi s problemima adolescencije i istodobno otkriva svoje super moći (rendgenski vid, super sluh, itd.), otkriva svoje izvanzemaljsko podrijetlo i pokušava otkriti svoju sudbinu.
Serija se često nosi s problemima ljudi u Clarkovom životu kao što su njegovi posvojni roditelji, Jonathan Kent i Martha Kent; prijatelji Chloe Sullivan i Pete Ross; njegovom prvom ljubavi, Lanom Lang; i posebice njegovim čudnim prijateljstvom s Lex Luthorom.

## Pregled serijala

### Prva sezona
Prva sezona je bila izrazito uspješna. Producentima je odmah bilo rečeno da se očekuju još dvije sezone najmanje. John Gloverov lik Lionel Luthor, nemilosrdni, poslovni tajkun i Lexov otac je originalno bio namijenjen samo kao gost u serijalu, ali, zbog njegove popularnosti, postao je punopravni glumac u serijalu od 2. sezone, a Whitney Fordman, dečko Lane Lang je bio ispisan iz serijala. 

### Druga sezona
Druga sezona se više fokusirala na razvoj likova i veza među njima. Lex se sve više sukobljava sa svojim ocem, Chloe kopa po Clarkovoj prošlosti i stvara dogovore s Lionelom, razvija se i veza između Clarka i Lane, i prikazuju se financijski problemi Marthe i Jonathana Kenta. Glavna radnja sezone je fokusirana na Clarkovo otkriće njegovog Kriptonskog podrijetla. Javlja se beztjelesni glas/volja Clarkovog biološkog oca Jor-Ela, koji komunicira s njim preko Clarkovog svemirskog broda. Najslavniji trenutak u sezoni je bila pojava Christophera Reevea (glumio je Superman-a 1970-ih i 1980-ih) u ulozi Dr. Virgila Swanna. Swann je Clarku dao informacije vezane za njegovo Kriptonsko podrijetlo.

### Treća sezona
Treća sezona je isto bila relativno uspješna. Ovo je posljednja sezona u kojoj se pojavljuje lik Pete Ross. Glumac Sam Jones je sam htio otići iz serijala. Gough je izjavio da se još nije pojavio u mogućoj epizodnoj ulozi ali da je moguće ako smisle dobru priču za njegov lik.

### Četvrta sezona
U četvrtoj sezoni se javlja radnja koja se proteže kroz cijeli serijal. Radi se o Clarku koji mora pronaći tri Kriptonska kamena (po naredbi svog oca Jor-Ela) koja su navodno ako ih se spoji najveća riznica znanja u svemiru. U ovoj sezoni se pojvaljuje i Supermanova buduća supruga Lois Lane (Erica Durance). Većina sezone se vrti oko Lexa koji pokušava obnoviti svoje prijateljstvo s Clarkom, Lionelove transformacije u dobrog čovjeka i oca, i oko brojnih likova (vještica iz 17. stoljeća koje se reinkarniraju u Lani, Lois i Chloe npr.) i Clarka koji se pokušavaju domoći kriptonskih kamena.

### Peta sezona
U petoj sezoni su predstavljeni neki od poznatiji činjenica o Superman-u kao njegova Tvrđava Samoće (Fortress of Solitude) na Arktiku, Profesor Milton Fine (James Marsters), poznat i kao zlikovac Brainiac, Fantomska zona, i General Zod. Glavna radnja se vrti oko Clarka koji mora upotrijebiti svoje znanje koje je dobio u Tvrđavi Samoće, i pripremiti se na katastrofu koja će zadesiti Zemlju. Otkriveno je da je ta katastrofa oslobađanje Generala Zod-a iz Fantomske Zone uz pomoć Milton-a Fine-a. U petoj sezoni se i Clark i Lana upuštaju u odraslu vezu. Ovo je prikazano kao temelj za ljubavni trokut između Clarka, Lane i Lexa. 

### Šesta sezona
U šestoj sezoni Clark ulazi u Fantomsku zonu, koju su naselili izbjegli kriminalci s "28 naseljenih galaksija". Nekoliko zatvorenika pobjegne iz Fantomske zone zajedno s Clarkom. Clark dobije moć "super daha", pomoću kojeg može zamrznuti neprijatelja. Predstavljeni su i novi sporedni likovi kao Jimmy Olsen, Oliver Queen (Green Arrow) i Martian Manhunter. Lana i Lex spremaju vjenčanje, a predstavljen nam je i Clarkov klon.

## Uloge

### Glavna glumačka postava
| Lik            | Glumac/Glumica  | Sezona u seriji       |
| -------------- | --------------- | --------------------- |
| Clark Kent     | Tom Welling     | 1-10                  |
| Chloe Sullivan | Allison Mack    | 1-10                  |
| Lois Lane      | Erica Durance   | 5-10 (gost u 4.)      |
| Oliver Queen   | Justin Hartley  | 8-10 (gost u 6. i 7.) |
| Tess Mercer    | Cassidy Freeman | 8-10                  |

### Seriju su napustili
| Lik             | Glumac/Glumica    | Sezona u seriji    |
| --------------- | ----------------- | ------------------ |
| Zod             | Callum Blue       | 9-10               |
| Davis Bloome    | Samuel Witwer     | 8                  |
| Whitney Fordman | Eric Johnson      | 1 (gost u 2. i 4.) |
| Pete Ross       | Sam Jones III     | 1-3 (gost u 7.)    |
| Jason Teague    | Jensen Ackles     | 4                  |
| Jonathan Kent   | John Schneider    | 1-5                |
| Martha Kent     | Annette O'Toole   | 1-6                |
| Lana Lang       | Kristin Kreuk     | 1-7 (gost u 8.)    |
| Lex Luthor      | Michael Rosenbaum | 1-7                |
| Lionel Luthor   | John Glover       | 2-7 (gost u 1.)    |
| Aaron Ashmore   | Jimmy Olsen       | 7 (gost u 6.)      |
| Kara            | Laura Vandervoort | 7 (gost u 8.)      |

## Nagrade i nominacije
Nagrade:
- Serija je osvojila nagradu Saturn za najboljeg sporednog glumca na televiziji - Michael Rosenbaum, kao i onu za najbolje televizijsko DVD izdanje.

Nominacije:
Nagrada Saturn:
- najbolja serija mrežne televizije; najbolji televizijski glumac (Tom Welling); najbolji televizijski sporedni glumac (Michael Rosenbaum); najbolja televizijska sporedna glumica (Erica Durance) 2004.
- najbolja serija mrežne televizije; najbolja televizijska sporedna glumica (Allison Mack) 2006.

## Vanjske poveznice
- Neslužbena web-stranica 'Krypton Site'
- Službena web-stranica 'The WB'
- Službena web-stranica 'The CW'  Arhivirana inačica izvorne stranice od 10. kolovoza 2006. (Wayback Machine)